# استنلی هو
استنلی هو (انگلیسی: Stanley Ho; زاده ۲۵ نوامبر ۱۹۲۱ – درگذشته ۲۶ مهٔ ۲۰۲۰) بازرگان، و کارآفرین اهل هنگ کنگ بود. وی رئیس و بنیانگذار هولدینگ اس‌جی‌ام، که مالکیت ۱۹ قمارخانه در ماکائو را در اختیار داشت، بود.
وی همچنین برندهٔ جوایزی همچون لژیون دونور (شوالیه) شده‌است.